# Pont-de-Salars
 Pont-de-Salars  (en occitano Lo Pònt) es una población y comuna francesa, situada en la región de Mediodía-Pirineos, departamento de Aveyron, en el distrito de Rodez y cantón de Pont-de-Salars.

## Demografía
| 1212 | 1229 | 1300 | 1391 | 1422 | 1414 |
| Para los censos de 1962 a 1999 la población legal corresponde a la población sin duplicidades (Fuente: INSEE [Consultar]) |      |      |      |      |      |